# McCook (Nebraska)
McCook és una població dels Estats Units a l'estat de Nebraska. Segons el cens del 2000 tenia 7.994 habitants.

## Demografia
Segons el cens del 2000, McCook tenia 7.994 habitants, 3.371 habitatges, i 2.154 famílies. La densitat de població era de 573,7 habitants per km².
Dels 3.371 habitatges en un 29,1% hi vivien nens de menys de 18 anys, en un 52,7% hi vivien parelles casades, en un 8,2% dones solteres, i en un 36,1% no eren unitats familiars. En el 31,7% dels habitatges hi vivien persones soles el 15,2% de les quals corresponia a persones de 65 anys o més que vivien soles. El nombre mitjà de persones vivint en cada habitatge era de 2,29 i el nombre mitjà de persones que vivien en cada família era de 2,9.
Per edats la població es repartia de la següent manera: un 24,1% tenia menys de 18 anys, un 9,7% entre 18 i 24, un 24,2% entre 25 i 44, un 21,3% de 45 a 60 i un 20,7% 65 anys o més.
L'edat mediana era de 40 anys. Per cada 100 dones de 18 o més anys hi havia 86,3 homes.
La renda mediana per habitatge era de 31.105 $ i la renda mediana per família de 40.455 $. Els homes tenien una renda mediana de 28.065 $ mentre que les dones 18.516 $. La renda per capita de la població era de 16.691 $. Aproximadament el 7,9% de les famílies i el 9,4% de la població estaven per davall del llindar de pobresa.

## Poblacions més properes
El següent diagrama mostra les poblacions més properes.